# Bandeira da Nova Caledónia

Bandeira oficial da Nova Caledónia

Bandeira não oficial da Nova Caledónia

A única bandeira oficial da Nova Caledónia, um território ultramarino da França, é a tricolor Francesa. Uma bandeira não oficial bastante utilizada, é a bandeira da Frente de Libertação Nacional Socialista Kanak (FLNSK), um partido político pró-independência. 
A bandeira da FLNSK, originalmente adoptada pelo partido em 1980, é composta por três faixas de azul (Pantone 286c), vermelho (Pantone 032c) e verde (Pantone 347c), carregadas com um disco amarelo (Pantone 102c) com um diâmetro de dois terços a altura da bandeira, centrado numa posição de um terço a largura da bandeira, medido a partir do batente. O disco é contornado a negro e contém um símbolo vertical, também a negro.
O azul simboliza o céu e principalmente o oceano circundante da Nova Caledónia. O vermelho simboliza o sangue derramado pelo povo kanak na sua luta pela independência, o socialismo e a unidade. O verde simboliza a terra em si e por extensão os antepassados enterrados nela. O disco amarelo é uma representação do sol, e o símbolo nele contido consiste de uma flèche faitière, uma espécie de flecha espetada numa concha tutut que enfeita os telhados das casas Kanak.